# Sporobolus pyramidatus
Sporobolus pyramidatus là một loài thực vật có hoa trong họ Hòa thảo. Loài này được (Lam.) C.L.Hitchc. miêu tả khoa học đầu tiên năm 1936.

## Hình ảnh

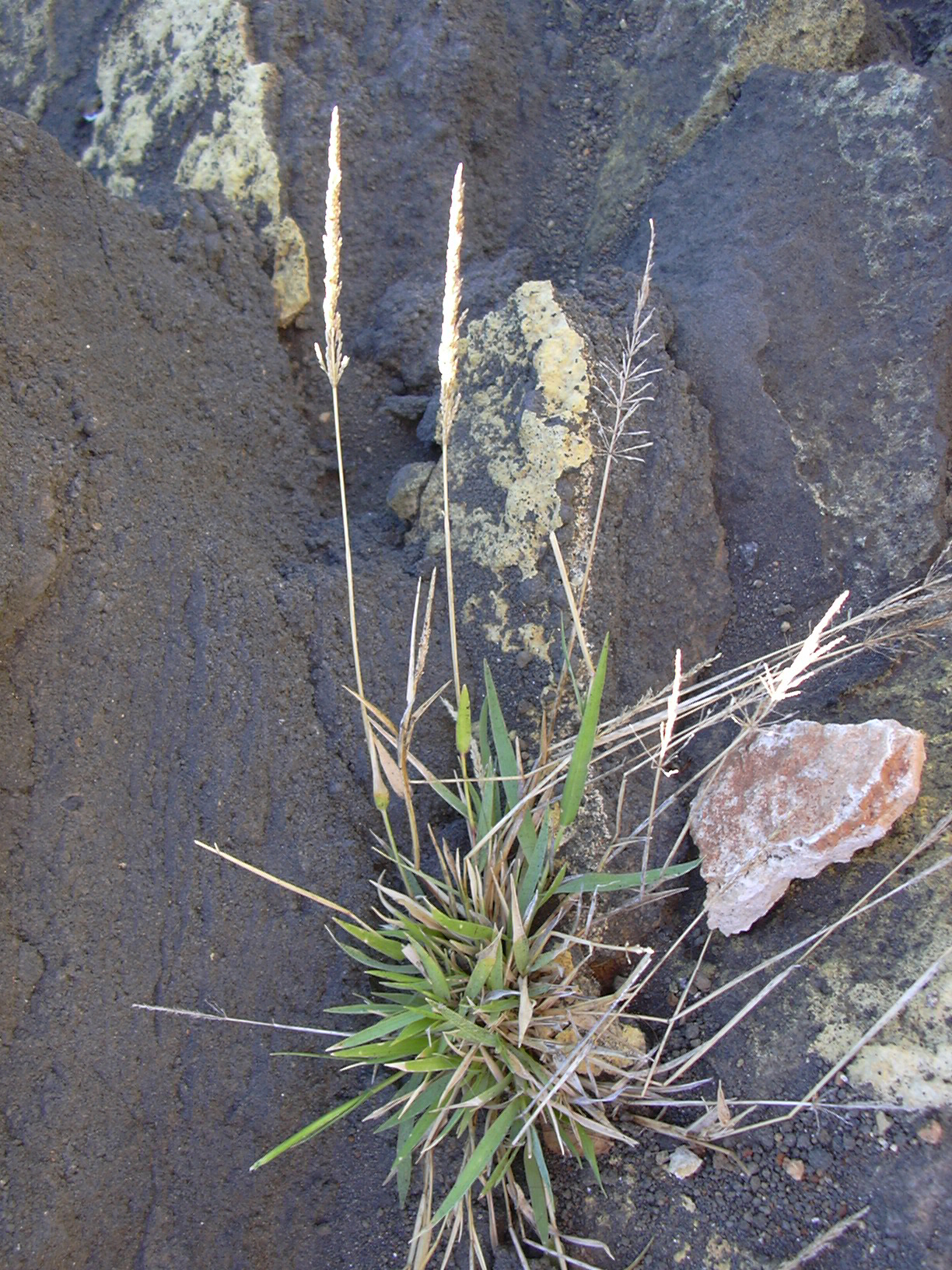
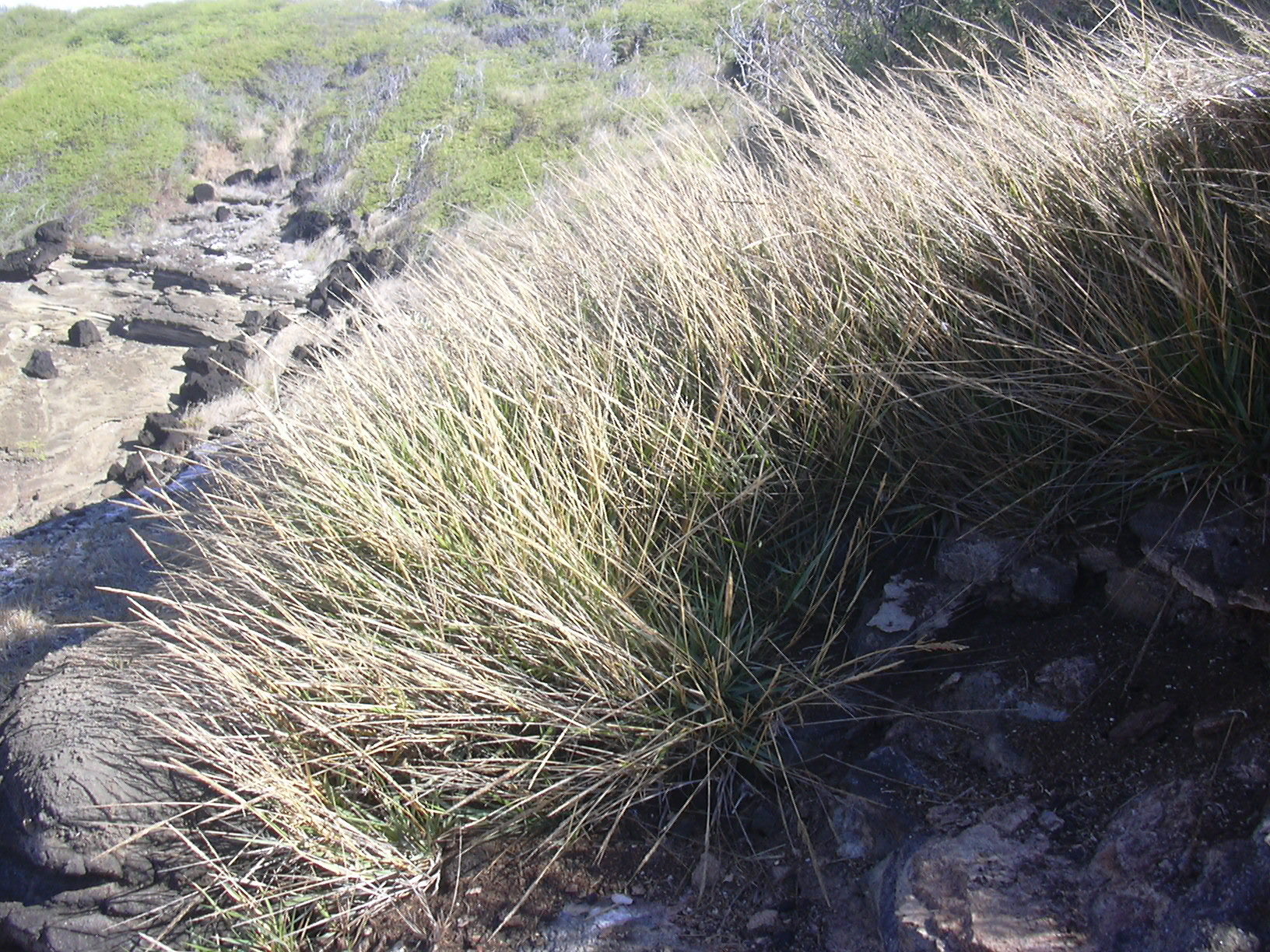
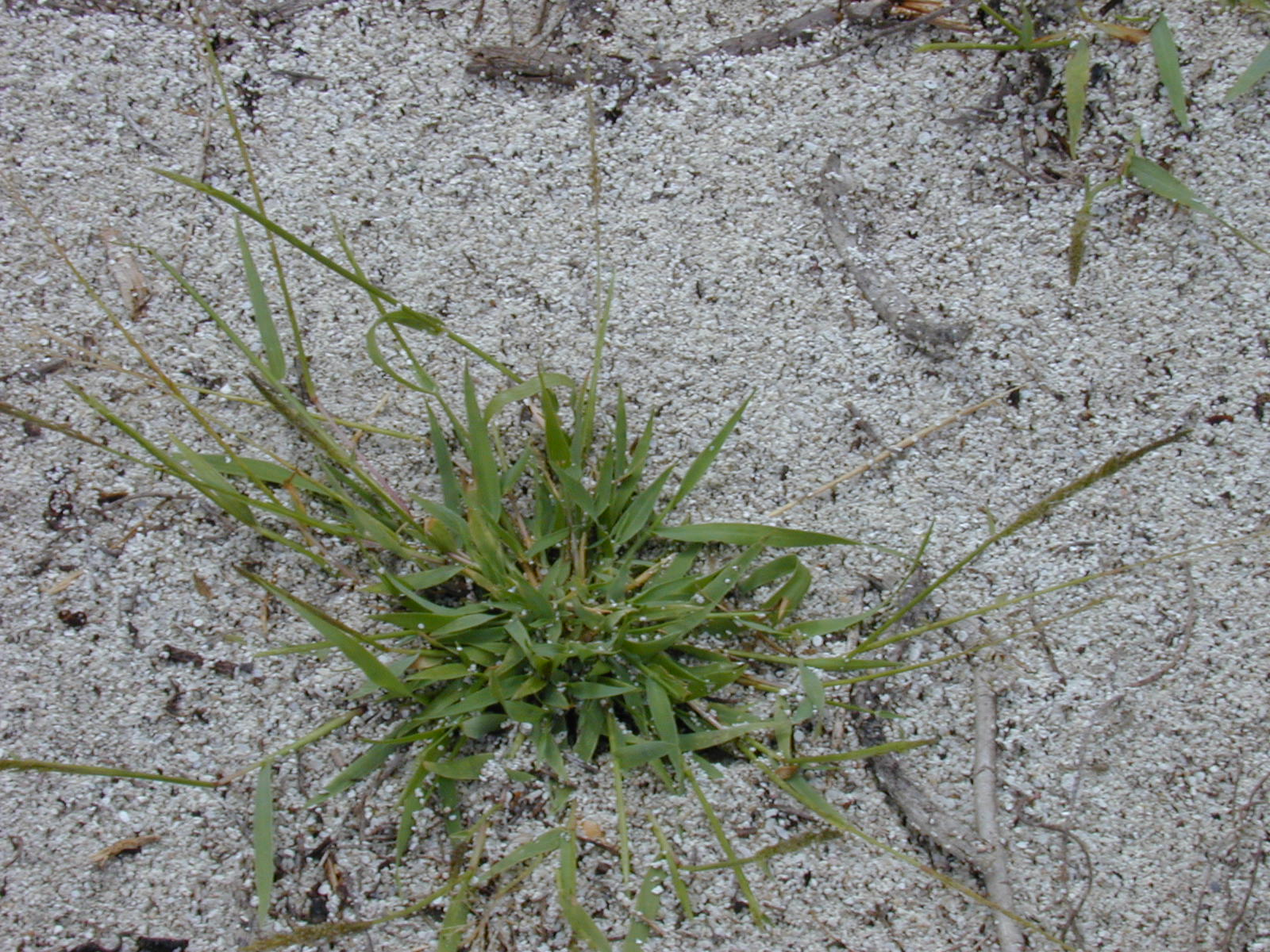
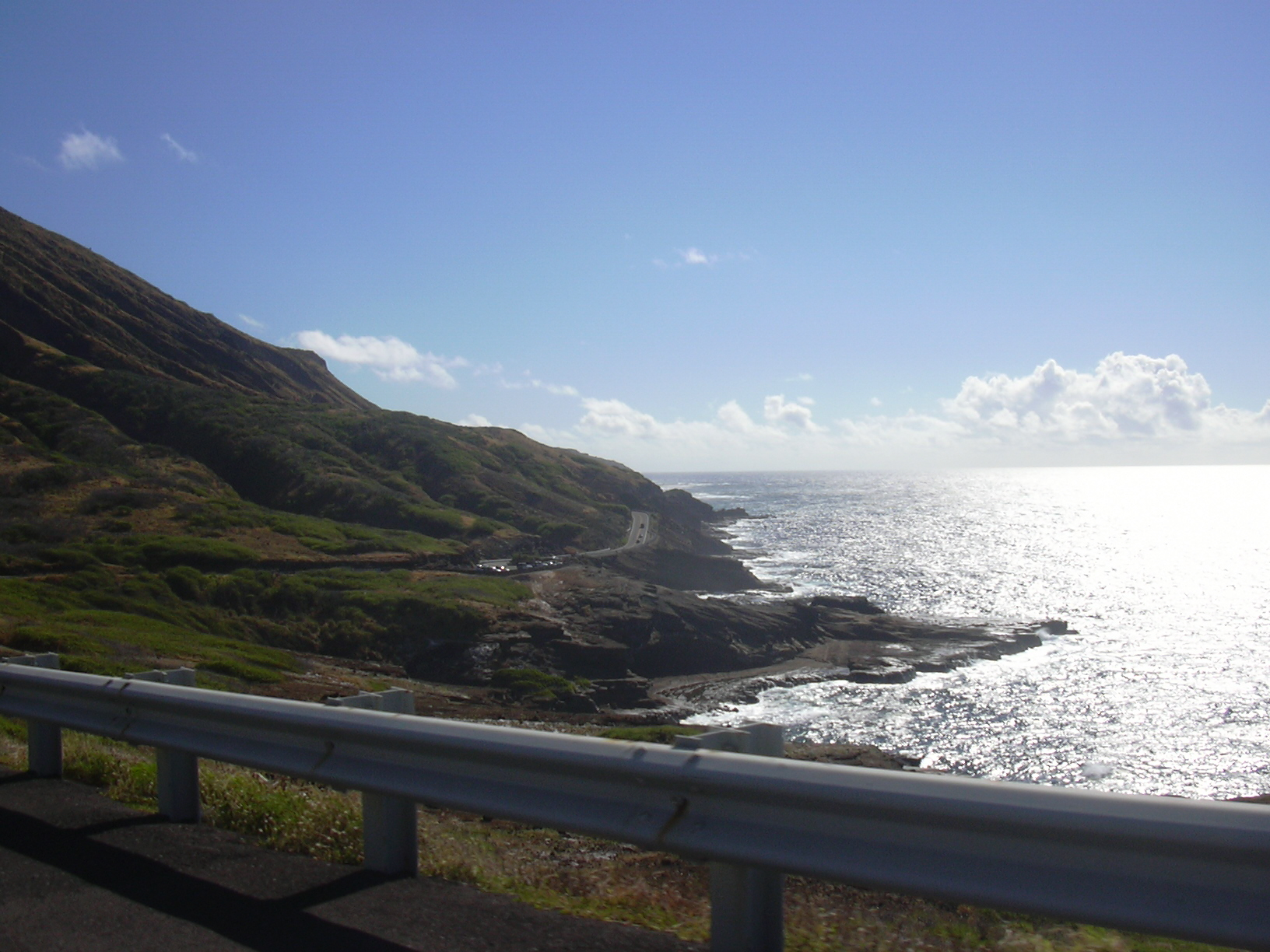